# Kirin Company
Kirin Holdings Company, Limited (麒麟麦酒株式会社) eller Kirin Brewery er en japansk bryggeri- og drikkevarekoncern. Væsentlige datterselskaber omfatter Kirin Brewery Company, Limited, Mercian Corporation og Kirin Beverages Company, Limited. Kirin er en del af af Mitsubishi-koncernen .